# Xã Moore, Michigan
Xã Moore (tiếng Anh: Moore Township) là một xã thuộc quận Sanilac, tiểu bang Michigan, Hoa Kỳ. Năm 2010, dân số của xã này là 1.203 người.